# Звиков
Звиков (чеш. Zvíkov), называвшийся немцами Клингенберг (нем. Klingenberg) — один из старейших средневековых замков Чехии. Замок расположен на мысе в слиянии рек Отава и Влтава недалеко от поселения Звиковске Подгради (Zvíkovské Podhradí) в районе Писек Южночешского края. Замок служил временным местом хранения чешских королевских регалий, пока они не были перенесены в замок Карлштейн. В 1978 году замок Звиков был признан национальным памятником культуры Чехии. Чешский историк профессор Август Седлачек называл Звиков «королём чешских замков».

## История замка

### Во владении королей и панов из Рожмберка
Замок Звиков, первоначально получивший немецкое название Клингенберг, был заложен в начале XIII века королём Пршемыслом Отакаром I (умер в 1230 году) на месте поселения, возникшего ещё в период бронзового века. В 1226 году король выменял у Доксанского монастыря так называемый Ословский уезд, отдав за него шесть других деревень. В результате этой сделки в королевскую собственность перешёл длинный скалистый мыс в слиянии рек Влтава и Отава, на котором вскоре был заложен замок. Строительство замка видимо началось с возведения донжона, в дальнейшем получившего названия Глизова башня, Чёрная башня и Маркоманка. Вероятно, первоначально замок возводился в романском стиле, о чём свидетельствуют некоторые сохранившиеся архитектурные элементы. В дальнейшем замок имел настолько важное значение для короны, что для управления им король назначал сразу двух бургграфов (чеш. Purkrabí). К 1234 году замок был уже до определённой степени построен, поскольку в датированных этим годом документах впервые упоминается как сам королевский замок, так и его бургграф Конрад (Кунрат) из Яновиц. Король Вацлав I (1230—1253) продолжил возведение Звикова и часто проводил время в замке и его окрестностях. Именно в Звикове в июле 1247 года Вацлава I застало известие о том, что его недовольные вассалы подняли мятеж и провозгласили королём его сына Пршемысла Отакара II. Когда в Звиков прибыла делегация от мятежников во главе с пражским епископом Микулашем, король заточил всех прибывших в башне. В 1250 году вторым бургграфом Звикова был назначен Гирзо.
В период правления Пршемысла Отакара II (1253—1278) замок был существенно расширен, достигнув современных размеров, и превратился в представительную раннеготическую королевскую резиденцию. Сохранившаяся до наших дней кладка внешних крепостных укреплений также датируется временем Пршемысла Отакара II. При нём же в замке были воздвигнуты величественный королевский дворец с капеллой Святого Вацлава, строительство которого продолжалось около 20-ти лет (в 1250—1270 годах), и высокая округлая башня Гласка для охраны внешних ворот с южной стороны замка. Строительные работы в Звикове осуществлялись тем же строительным цехом, который в то же время занимался строительством принадлежащих королю Писецкого замка и замка Мишенец. В 1285 году в период ослабления королевской власти замок был осаждён войсками южночешского феодала Завиша из Фалькенштейна, однако королевские бургграфы Альберт и Добеш оказали сопротивление и Звиков остался во владении короля. В 1289—1307 годах должность бургграфа Звикова занимал пан Бавор III из Стракониц, при котором был расширен ров c южной стороны замка и, вероятно, окончено строительство башни Гласка.
Король Чехии Рудольф I Габсбургский (1306—1307), пытаясь заслужить лояльность чешской знати, передал замок Звиков вместе с 32 окрестными селениями в держание Йиндржиха I из Рожмберка (умер в 1310 году). После смерти Йиндржиха замок перешёл его сыну Петру I из Рожмберка. В 1318 году в Звикове прошло собрание феодалов, недовольных правлением короля Яна Люксембургского. В том же году после подавления сопротивления король выкупил Звиков и вернул его короне. В проекте своего кодекса земского права, в дальнейшем получившего известность под названием Codex Carolinus (чеш. Majestas Carolina), король Карел Люксембургский отнёс Звиков к категории королевских замков, не подлежащих отчуждению. Король Карел тщательно отремонтировал замок и часто его посещал, более того, до того момента, пока не был достроен замок Карлштейн, в Звикове временно хранились изготовленные по приказу Карела чешские королевские регалии.
Во время Гуситских войн (1420—1434) в замке Звиков укрылись монахи Милевского монастыря, бежавшие из своей обители вместе с телом своего первого аббата Ярлоха. В память об этом событии была создана картина, на которой тело аббата несут ангелы. В 1429 году таборитские войска четыре месяца осаждали Звиков, однако бургграф замка Ян Гайек успешно выдержал осаду.
В [1431 году (по другим данным в 1437 году) король Зикмунд Люксембургский (1419—1437) передал Звиков в залог пану Ольдржиху II из Рожмберка. Назначенный им новый бургграф Звикова Микулаш из Крхлеб существенно усилил обороноспособность повреждённого замка: углубил ров, возвёл шесть четырехугольных бастионов, построил новый паркан на северной стороне. Капелла замка получила новую крышу. К 1431 году относится первое документальное упоминание о расположенной в самой северной части замка четырёхугольной в плане Красной или Голодной башне, строительство которой, вероятно, было окончено к 1436 году. В 1441 году башня Гласка была покрыта шинделем и снабжена новой гурдицией, тогда же были отремонтированы Влтавские ворота замка. В 1447 году в замке уже работала собственная пивоварня. В 1451 году были возведены новое хранилище для хлеба и новая кухонная палата. Кроме того, при Ольдржихе II из Рожмберка был осуществлён ремонт моста через Влтаву.
При братьях Йиндржихе IV и Яне II из Рожмберка в 1456—1457 годах был углублен ров через перешеек, ведущий к Писецким воротам, в результате чего ров стал больше похож на искусственный овраг. При Яне II (умер в 1472) замок был вновь отремонтирован, а также возведены новые крепостные башни.

### Во владении панов из Швамберка
В 1473 году Йиндржих V из Рожмберка передал залоговые права на королевский замок Звиков, Милевский монастырь и поместье Цергонице Богуславу VII из Швамберка (умер в 1490 году). После смерти Богуслава права на замок по наследству перешли к его сыну Йиндржиху I, который, в свою очередь, завещал залоговые права на Звиков своему племяннику и воспитаннику Криштофу I из Швамберка (умер в 1534 году). В 1502 году король Владислав II Ягеллонский официально подтвердил залоговое право Криштофа из Швамберка на замок Звиков. Только в 1575 году, через сто лет залогового держания, замок был выкуплен в собственность за 47 000 коп чешских грошей Криштофом II из Швамберка у короля Максимилиана I Габсбургского с регистрационной записью в земских досках.
При Богуславе из Швамберка и его сыне Йиндржихе I был произведён капитальный ремонт обветшавшего к тому моменту замка, восстановлены укрепления, отреставрирован дворец, помещения которого были богато украшены настенными росписями. Вскоре после 1473 года неизвестным автором была заново расписана капелла Святого Вацлава.
Йиндржих III Старший (умер в 1574), сын Криштофа I, унаследовав Звиков в 1546 году после смерти своего брата Ратмира, в 1550 году развернул масштабные работы по перестройке замка в ренессансном стиле, которые коснулись всего замкового ареала, начиная с Писецких ворот на юге, однако не нарушили исходный характер внешнего облика замка. Работы по перестройке замка продолжались в течение всей жизни Йиндржиха Старшего. Помимо прочего, в 1550 году перед замковым дворцом были установлены часы, что явилось довольно прогрессивным для того времени шагом.
Строительные работы в Звикове производились в том числе и на казённые деньги, которые чешские короли периодически выделяли Швамберкам для поддержания состояния королевского замка, в частности, Богуслав из Швамберка в 1474 году получил от Владислава II 1000 коп чешских грошей, а Йиндржих III Старший в 1549 году получил такую же сумму от Фердинанда I.
Строительными работами по ренессансной перестройке замка руководил мастер Ян Антонин Влах из Милевска, известный также как Гонз Влах. При перестройке западной части королевского дворца Ян Влах во многих залах убрал готические своды, а стрельчатые окна на восточной стороне заменил прямоугольными. В 1554 году был надстроен пятый ярус башни Гласка, в котором было устроено помещение для караульного. Замковая капелла в 1562 году была покрыта кирпичной обкладкой, а невдалеке возведено новое здание плебании, в которое переехал замковый капеллан Ян Ломницкий. В 1567 году был украшен щипец Писецких ворот, в 1572 году осуществлён ремонт Красной башни, а в 1573 — установлены новые стропила в Глизовой башне.
К концу XVI века относятся первые документальные свидетельства о появлении в замке Звиков «нечистой силы». Сохранилась надпись на внешней стене замкового дворца, справа от входа, датированная 1597 годом, оставленная Гонзом Влахом, в которой, помимо отчёта о проделанных строительных работах, упоминается об искушении, которому он подвергся в замке со стороны некоего «злого духа»:

«Летом 1597 года я, Ян Антонин Влах... здесь, в замке Звиков, согласовал с благородным паном Яном Йиржи из Швамберка, Бора и Орлика, советником Его Милости Императора, объём работ вокруг и внутри замка, и с Божьей помощью всё выполнил... В тот понедельник, в ночь перед Рождеством Девы Марии, истину говорю, подвергся я такому искушению от злого духа, что силы оставили меня, он так сильно поразил меня, что я выбежал вон из комнаты. Господь Бог всемогущий да хранит всех нас от духа такого. Аминь».
Оригинальный текст (чешск.)«Léta 1597 já Jan Antonín Vlach... projednal jsem se zde na zámku Zvíkově od urozeného p. p. Jana Jiřího z Švanberka na Ronšperku, Boru a Vorlíku, Jeho Milosti Císařské rady na tu obmítku okolo vašeho zámku, též i uvnitř v zámku, a to dílo Boží pomocí všechno jsem urovnal... K tomuž pondělí na auterý před narození panny Marie v noci věřte jistě p. m. pokušení jsem měl od zlého ducha takové, že mocí pode mnou tažen, tak hrubě užasl, až sem ven z komory utéci musel. Pán Bůh všemohoucí račiž nás sám všechny od takového ducha ostříhati. Amen.»

Наибольшего расцвета замок Звиков достиг во времена Петра III из Швамберка (умер в 1620 году), убеждённого протестанта, который с самого начала Восстания чешских сословий предусмотрительно обеспечил укрепление и экономическую безопасность важнейших своих замков. Замок Звиков был настолько хорошо укреплён, что гарнизон численностью в 140 солдат успешно отбил штурм четырёхтысячного габсбургского войска. Петр III погиб во время долгой осады его замков. В 1622 год]у, когда защитникам замка Звиков был обещан в случае капитуляции свободный уход в Кладско, замок был сдан. Таким образом, Звиков стал одним из трёх протестантских замков, сдавшихся последними после битвы на Белой Горе (вместе с замками Табора и Тршебони). Звиков был нещадно разграблен и сильно повреждён в процессе грабежа, после чего опустел.

### Во владении Эггенбергов и Шварценбергов
После разграбления конфискованный короной замок Звиков был продан пану Адаму из Штернберка, затем в 1623 году перешёл к князю Гансу Ульриху фон Эггенбергу. Новый собственник опустевшего замка осуществил его ремонт, однако поверхностность проведённого ремонта стала причиной продолжившегося разрушения замка. В 1639 году, когда ожидалось наступление шведских войск, замок Звиков был ещё более укреплён. В 1663 году во главе замка был поставлен лейтенант. Звиков находился во владении рода Эггенбергов вплоть до его пресечения 1719 году.
После Эггенбергов замок перешёл в собственность князей Шварценбергов, при которых средства на содержание замка были урезаны до минимума. Вскоре рухнули прилегающие ко дворцу ворота, а затем и ближайшая к воротам часть самого дворца. Последовательное разрушение дворца продолжилось и дошло до прилегающей капеллы Святого Вацлава, в которой рухнули своды.
Поскольку Звиков находился слишком далеко от центра владений Шварценбергов — Крумлова, его приспособили под хозяйственные нужды, в частности, в королевском дворце было устроено зернохранилище. Это привело к дальнейшему разрушению и обветшанию замка. В 1751 году в замке произошёл сильный пожар, большинство хозяйственных построек выгорело, а Красная башня на севере замкового ареала осталась без крыши, без которой она стояла вплоть до начала XX века. В 1780 году разрушилась крыша капеллы Святого Вацлава, а сама капелла была осквернена. Работы по восстановлению и укреплению строений замка начались только при князе Карле I Шварценберге (умер в 1820), когда была отремонтирована капелла Святого Вацлава, вновь возведена крыша капеллы и спасены позднеготические фрески на её стенах. В 1812 году была отремонтирована башня Гласка и проделан новый вход в башню в её первом ярусе (оригинальный вход в башню находится во втором ярусе). Не увенчались успехом работы по ремонту королевского дворца — состояние его кладки было уже настолько плохим, что в 1829 году обрушились его новые ворота, после чего часть дворца сползла в сторону реки и королевский дворец практически разрушился.
Капитальный ремонт и реконструкция королевского дворца и укреплений замка были начаты князем Карлом III Шварценбергом (умер в 1904) в 1880 году и закончились на рубеже XIX—XX веков. В частности, были восстановлены все арки практически полностью разрушившейся к тому времени внутренней аркадной галереи на первом и втором этажах замкового дворца, а также отремонтированы башня Гласка и южные ворота замка. Следы проведённой реконструкции видны и в наши дни: оригинальная каменная кладка отличается от новой слегка розоватым цветом. Стараниями князя были отреставрированы все настенные росписи в интерьере дворца. К реставрационным работам были привлечены известные чешские художники Петр Майкснер и Богумир Роубалик.

### Замок в Новейшее время
Звиков оставался в собственности Шварценбергов до 1948 года, после чего замок перешёл в собственность чехословацкого государства и в 1978 году был объявлен национальным памятником культуры Чешской Республики.
В 2002 году в замке и его окрестностях проходили съёмки фильма-оперы «Ромео и Джульетта» режиссёра Барбары Уиллис Свит. Сейчас Звиков занимает 9-е место по посещаемости туристами среди замков Южночешского края: в 2014 году его посетили 24315 человек.
|                                              |  |                                              |  |                              |
| Вид на замок с северо-запада. Фото 1910 года |  | Вид на замок с северо-запада. Фото 2010 года |  | Вид на замок сверху с запада |

## Слухи и легенды вокруг замка
В 1597 году впервые появились сведения о том, что в замке появился домовой («рарашек» — чеш. rarášek). По слухам, во время проведения в то время восстановительных работ в Глизовой башне (Маркоманке), рабочие были запуганы и изгнаны оттуда нечистой силой. С тех пор «рарашек» появляется в полночь в Коронном зале замка. Именем Звиковского бесёнка («рарашека») назван один из алкогольных напитков, производимый здесь с давних времён, вкус которого, как говорят, «горький, как жизнь, и сладкий, как грех».
Согласно одной из легенд, те, кто осмелится провести ночь в башне замка (называемой Маркоманка), затем умирают в течение года. Другая легенда повествует о тайном подземном ходе ведущем из замка до капеллы Святой Анны (XIII век) в местечке Ослов. По легенде, этот ход охраняют две собаки с огненными глазами.
Само происхождение названия замка также связано с одной легендой, согласно которой дочь праотца Чеха влюбилась, но отцу не понравился её избранник и он выгнал дочь из дома. Влюблённые пошли вдоль Влтавы и дошли до места, которое им приглянулось, где и основали поселение. Однажды, когда праотец Чех охотился в лесу на оленя, он встретил двух прекрасных детей, которые привели его к своей матери. Так он вновь встретил свою дочь. На месте поселения был возведён большой деревянный дом, а само поселение для того, чтобы поселенцы свыклись с новым местом жительства было названо Zvykov (от чеш. zvyk — привычка).
Согласно легенде, записанной Вацлавом Бржезаном, Звиков был основан в 760 году легендарным чешским князем Некланом.

## Описание
Замок Звиков был возведён на высоком продолговатом скалистом мысе c узким перешейком в слиянии рек Отава и Влтава, западной своей стороной прилегая к Отаве, а восточной — к Влтаве. Перешеек перерезан искусственным оврагом, через который сооружён каменный мост. Готическое ядро замка с окружной застройкой включает в себя дворец с сохранившейся внутренней аркадной галереей XIII века, которая благодаря реставрации сохранила свой первоначальный вид, и примыкающий ко дворцу с южной стороны донжон под названием Глизова башня или Маркоманка. В самой северной части замкового ареала возвышается четырёхугольная в плане Красная башня. Замковые ворота находятся в самой южной части его ареала и охраняются высоким бергфридом — цилиндрической в плане башней под названием Гласка, возвышающейся в восточной части поперечной крепостной стены, образующей малый замковый двор между Писецкими воротами и собственно Глаской.
К башне Гласке примыкают вторые, Новые ворота в гранитной обкладке, в нынешнем виде построенные в 1544 году. На левой стороне от ворот стена имеет карниз и украшена рустикой. Западнее Новых ворот, лицом к Влтаве, ранее возвышалась крепостная башня, называемая Крагуец («Ястреб-перепелятник»), ныне пребывающая в руинах.

### Каменный мост и Писецкие ворота
Каменный мост, перекинутый через искусственный овраг, прорытый через перешеек, был воздвигнут в 1777 году взамен средневекового деревянного подъёмного моста. Мост имеет под собой четыре малые и одну большую арки. Посреди моста на его правом парапете находится барочная часовенка с небольшой статуей Святого Яна Непомуцкого. Мост ведёт к укреплённым внешним воротам замка, называемым Писецкими или Верхними воротами. Писецкие ворота, первоначально возведённые в XIII веке, приобрели нынешний облик после реконструкции, проведённой в 1567 году. Квадратная в плане въездная башня с гранями из прямоугольных камней построена из бута. Собственно ворота представляют собой полукруговую арку шириной 2,54 и высотой 2,96 метра, с внешней стороны обрамлённую прямоугольной рамкой, в которой имеются два отверстия для подъёмных блоков. Над воротами находятся два небольших окна амбразурного типа.
Со стороны Отавы (с юго-запада) к воротам примыкает зубчатая крепостная стена со стрелковой галереей. Из помещения над воротами на прилегающие с двух сторон стены ведут две гранитные ломаные арки. Писецкие ворота ведут в малый внутренний двор замка, с севера ограниченный внутренней стеной.

### Башня Гласка
В левой (западной) части внутренней поперечной стены, ограничивающей с севера малый внутренний двор замка, находятся ведущие во второй двор замка Вторые (они же Новые) ворота. В восточной части этой стены, правее от её центра, возвышается пятиярусная цилиндрическая в плане башня под названием Гласка, в XVI веке называвшаяся также Круглой башней. Общая высота башни составляет 32 метра, высота цоколя — 1 метр, толщина стен нижнего яруса — 2,80 метра. Между четвёртым и пятым ярусами башня опоясана ободом готических каменных консолей — «кракорцов», до возведения пятого яруса подпиравших первоначальную деревянную гурдицию башни. Возведённый в 1554 году пятый ярус башни визуально заметно уже предшествующих ярусов. Венчает башню конусообразная крыша.
Гласка — высокая округлая башня бергфридового типа с клиновидным выступом с южной стороны — выступает доминантой замкового ареала в самой южной его части, охраняя Писецкие ворота. Башня была возведена именно в той части замка, со стороны которой можно было ожидать ударов метательного, а затем и огнестрельного оружия. Именно с этим связан укрепляющий башню острый выступ её стены с южной стороны: благодаря ему камни и каменные ядра ударялись о стену башни под острым углом, проскальзывая по ней без нанесения серьезных повреждений. Аналогичное строение имеет башня Румпаль в Страконицком замке. Вход в башню первоначально осуществлялся с северной стороны через сохранившийся до нашего времени портал с консолями на уровне второго яруса. Из второго яруса в третий ведёт сохранившаяся каменная лестница, сделанная в толще стены. На стенах пятого яруса сохранились вытесанные изображения двух гербов: герб Швамберков и герб Рожмберков. Последний принадлежал Элишке из Рожмберка, второй жене Йиндржиха III из Швамберка, при котором был достроен этот самый верхний ярус башни. В подвалах Гласки находилась темница, в которой заключённых морили голодом.

### Глизова башня (Маркоманка)
Необычной для средневековой замковой архитектуры Чехии является конструкция донжона замка — жилой башни, известной под названием Глизова башня, с рустикованной кладкой стен из синего сиенита. Аналогичные башни можно найти в австрийском городе Хайнбург-ан-дер-Донау. Глизова башня является старейшим из сохранившихся строений замкового ареала — её основание датируется примерно 1230 годом. Квадратная в плане башня имеет высоту 20 метров с шириной сторон в 12 метров. Её стены на первом уровне имеют толщину 3,5 метра и с внешней стороны состоят из 44 слоёв грубо отесанных каменных блоков, по-чешски называемых «глиза» (чеш. hlíza — клубень). В Средние века донжон носил названия Чёрная башня (из-за цвета камня) и Маркоманка. Последнее название связано с бытовавшей вплоть до начала XX века легендой об основании башни раннегерманским племенем маркоманов.
Именно в Маркоманке, в специальном Коронном зале, хранились изготовленные по приказу короля Карела Люксембургского чешские королевские регалии, до того как их поместили на хранение в замок Карлштейн. С ней же связаны рассказы о так называемом Звиковском бесёнке или «рарашеке» (чеш. Zvíkovský rarášek), повергавшем в страх посетителей, останавливавшихся в башне на ночь.

### Капелла Святого Вацлава
Замковая капелла находится в южной части королевского дворца, примыкающей к Глизовой башне. Королевская капелла большей частью сохранила до наших дней свой первоначальный величественный раннеготический облик, который приобрела во второй половине XIII века. При оформлении интерьера капеллы преследовалась цель прославления величия и сакральности королевской власти, что проявляется во множестве различных деталей. К примеру, сохранившиеся плиты, которыми первоначально были вымощены полы капеллы и ризницы, содержат по периметру соответствующие надписи на немецком языке: «Львом зовусь, на щите меня носит король земли чешской», «Мне это нравится очень, король есть украшение, добродетель и благо», «Король, ты покоя скала, так гласит имя твое» и тому подобные. Эмпоры капеллы служили для размещения именитых гостей, участвовавших в богослужении.
До наших дней сохранились богатые росписи капеллы, созданные неизвестным мастером в последней трети XV века, которые содержат сцены из Нового завета и изображения апостолов. Таланту другого неизвестного мастера принадлежит фрагмент резного алтаря капеллы, изображающий сцену Оплакивания Христа, датируемый началом XVI века. Благодаря этому произведению его автор, работавший в основном в Западной Чехии, получил условное имя Мастера Звиковского Оплакивания.

### Красная башня
Самой северной является четырёхугольная в плане Красная или Голодная башня, возведённая из бутового камня на протяжении XIII–XV веков. Башня была возведена для защиты Железных ворот, ведущих во внешний северный двор замка. Ширина башни составляет около 8,5 метров, высота кладки — 20 метров, толщина стен — 2 метра. Башня имела три входа: первый, в настоящее время заделанный камнем, на уровне 6 метров с восточной стороны, второй — ещё выше, на уровне чердака соседнего здания, третий, также заделанный — с западной стороны выходил на галерею и прилегающие крепостные стены. Нижний этаж использовался в качестве тюрьмы, в которую сверху, как в колодец, спускались приговорённые к голодной смерти заключенные. В настоящее время этот этаж засыпан осыпью. На потолке третьего этажа башни частично сохранились крестообразные своды.